# Ташлынка
Ташлынка (также Ташла) — река в России, протекает по Башкортостану. Устье реки находится в 29 км по правому берегу реки Тюлянь. Длина реки составляет 18 км.
Берёт начало в лесном массиве за селом Красный Луч. Впадает в водохранилище на реке Тюлянь за селом Баязитово.

## Данные водного реестра
По данным государственного водного реестра России относится к Камскому бассейновому округу, водохозяйственный участок реки — Дёма от истока до водомерного поста у деревни Бочкарёва, речной подбассейн реки — Белая. Речной бассейн реки — Кама.
Код объекта в государственном водном реестре — 10010201312111100024861.